# معنی وجودی
معنا (انگلیسی: Meaning)، معنا در اگزیستانسیالیسم توصیفی است. معنا روشی است که یک فرد چیزی را درک می‌کند. 

## معنی
معنی صورت ذهنی است که لفظ در مقابل آن وضع شده‌است و به چیزی گفته می‌شود که برای شیء قصد شده‌است، یا چیزی است که گفتار یا علامت یا نشانه دالّ بر آن است.

## وجود
وجود (Existential) چیزی است که متعلق به وجود یا منسوب به آن باشد. و قول به ضرورت بازگشت به وجود واقعی است.
اصالت وجود انسانی (Existentialism) عموماً عبارت است از بیان ارزش وجود فردی. و این نظریه متعلق است به سورن کی‌یرکگور، کارل یاسپرس، مارتین هایدگر، ژان-پل سارتر و دیگران.

## سورن کی‌یرکگور
از نظر کی‌یرکگور، معنا یک تجربه زیسته است، تلاش برای یافتن ارزش ها، باورها و هدف خود در دنیایی بی معنا. 

## سارتر
معنا چیزی است که واقعاً برای هر فردی منحصر به فرد است، جدا، مستقل. 

## برای مطالعهٔ بیشتر
- انسان در جستجوی معنا – کتاب ویکتور فرانکل 1946
- معنی (فلسفه)